# ألان دياز (صحفي)
ألان دياز (بالإنجليزية: Alan Diaz) هو صحفي ومدرس ومصور أمريكي، ولد في 15 مايو 1947 في نيويورك في الولايات المتحدة، وتوفي في 3 يوليو 2018.